# Раевка (Житомирская область)
Раевка (укр. Раївка) — село на Украине, находится в Радомышльском районе Житомирской области.
Код КОАТУУ — 1825088303. Население по переписи 2001 года составляет 84 человека. Почтовый индекс — 12261. Телефонный код — 4132. Занимает площадь 0,912 км².

## Адрес местного совета
12260, Житомирская область, Радомышльский р-н, с. Раковичи, ул. Центральная; тел. 7-92-42.